# Kommunistiska arbetarpartiet – för fred och socialism
Kommunistiska Arbetarpartiet - för fred och socialism (Kommunistinen Työväenpuolue – Rauhan ja Sosialismin puolesta) är ett politiskt parti i Finland som grundades 1988 och ser sig som arvtagare till det under revolutionsåret 1918 bildade finländska kommunistpartiet. Partiet riktar sig till landets arbetande befolkning, dess arbetare, tjänstemän, jordbrukare, intellektuella, företagare, pensionärer, studenter och ungdomar. Deras ideologi är marxismen-leninismen och den vetenskapliga socialismen och driver kravet Finland ut ur EU. Partiet är delegatorganisation i Internationella kommunistiska seminariet.
Partiet infördes i partiregistret 14 juni 1989 som Rauhan ja Sosialismin Puolesta – Kommunistinen  Työväenpuolue r.p.,  på  svenska För Fred och Socialism – Kommunistiska  Arbetarparti r.p. vilket ändrades 2 september 2008 till Kommunistinen Työväenpuolue - Rauhan ja Sosialismin Puolesta r.p., på  svenska Kommunistiska Arbetarparti - För Fred och Socialism r.p..